# 적과 백 (1964년 영화)
《적과 백》(The 7th Dawn)은 영국에서 제작된 루이스 길버트 감독의 1964년  영화이다. 윌리엄 홀든 등이 주연으로 출연하였고 칼 턴버그 등이 제작에 참여하였다.

## 출연

### 주연
- 윌리엄 홀든
- 수잔나 요크

### 조연
- 캐푸시느
- 탄바 테츠로
- 마이클 구들리프
- 앨런 커스버트슨
- 모리스 덴험
- 비라 쿠오
- 데이빗 키스

## 기타
- 원작자: Michael Keon
- 미술: 존 스톨
- 의상: Hylda Gilbert